# Сояльтепекский миштекский язык
Сояльтепекский миштекский язык (Mixteco de San Bartolo Soyaltepec, Mixteco del noreste bajo, Soyaltepec Mixtec) — миштекский язык, на котором говорят в деревнях Гваделупе-Габилера и Сан-Бартоло-Сояльтепек округа Тепосколула штата Оахака в Мексике. На диалекте говорят в основном пожилые люди, хотя в деревне Гваделупе-Габилера на нём до сих пор говорят дети (2006).